# Criza Çanakkale
Criza Çanakkale (Chanak), numită și Afacerea Chanak, a fost un atac violent din septembrie 1922 al forțelor turce împotriva pozițiilor britanice și franceze din regiunea orașului Çanakkale. Trupele aliate aveau sarcina să apere zona neutră a Strâmtorii Dardanele. Turcii învinseseră de puțin timp forțele elene din Anatolia și recuceriseră orașul İzmir (Smyrna). Modul în care guvernul britanic a gestionat criza a fost principala cauză a căderii guvernului premierului David Lloyd George.  De asemenea, a fost prima ocazie în care guvernul canadian  și-a manifestat independența diplomatică față de Regatul Unit. 
Cabinetul britanic a hotărât în ședința din 15 septembrie 1922 ca forțele sale să lupte pentru menținerea pozițiilor defensive. A doua zi, profitând de absența ministrului de externe, George Curzon, câțiva miniștri ai guvernului au emis un comunicat prin care amenințau Turcia cu declararea războiului de către Regatul Unit și dominioane datorită violării Tratatului de la Sèvres. După reîntoarcerea sa la Londra, Curzon și-a atenționat colegii că o asemenea declarație îl va înfuria pe premierul francez pro-turc Raymond Poincaré. Curzon a sugerat ca francezii să fie lăsați să încerce o aplanare a conflictului. Poincaré ordonase însă deja retragerea detașamentului francez din Chanak. Curzon s-a deplasat la Paris pe 20 septembrie și, după o serie de întâlniri furtunoase cu Poincaré, i-a convins pe francezi să negocieze un armistițiu cu turcii. 
Opinia publică a fost alarmată de criză și de perspectiva declanșării unui nou război. Poziția lui Lloyd George a fost șubrezită de faptul că el nu i-a consultat pe toți premierii Commonwealthului. Spre deosebire de situația din anul izbucnirii Primului Război Mondial, Canada s-a distanțat de poziția britanică față de un nou conflict. Premierul  William Lyon Mackenzie King a insistat ca Parlamentul canadian să decidă calea de urmat în caz de război. Până când problema să fi fost discutată în Camera Comunelor a Canadei, amenințarea de la Chanak nu mai era de actualitate. Cu toate acestea, premierul canadian a reușit să-și impună punctul de vedere: Parlamentul Canadian era singurul autorizat să decidă ce rol urma să-l joace în continuare țara pe arena internațională, poziția oficială a Canadei putea să fie diferită de cea a guvernului britanic. 
Lloyd George convocat o întâlnire a parlamentarilor conservatori la Carlton Club pe 19 octombrie 1922, în timpul căreia s-a votat o moțiune prin care Partidul Conservator urma să participe la următoarele alegeri generale ca un partid independent. Implicațiile acestei hotărâri au fost profunde. Conservatorii fuseseră majoritari în coaliția guvernamentală din perioada 1918 – 1922. Odată cu această decizie, poziția partidului la conducere era periclitată. Lloyd George a pierdut și sprijinul influentului său ministru de externe, care s-a simțit trădat de premier. 
Parlamentarii prezenți la ședința de la Carlton Club au votat cu 185 contra 85 pentru dizolvarea coaliției. Lloyd George a demisionat din funcția de prim-ministru și nu a mai avut niciodată un rol important pe scena politică britanică. 